# Corinne Chevarier
Corinne Chevarier est une actrice et une écrivaine québécoise.  Née en 1967 à Montréal, Elle est diplômée du Conservatoire d’art dramatique de Montréal depuis 1992 et œuvre au théâtre, au petit et au grand écran. En 2009, elle s’est jointe au comité de rédaction de la revue Exit.

## Biographie
Comédienne depuis plus de vingt ans, formée au Conservatoire d'art dramatique de Montréal, on peut la voir au théâtre (Leitmotiv, La cousine Germaine, Pour le bien de l'amère patrie), à la télévision (Hommes en quarantaine, Le monde de Charlotte, 4 et demi) et au cinéma (Histoire de famille, Un bon gars). Elle travaille aussi en post-production (voix pour des publicités, des narrations, de la surimpression vocale, etc.). 
En plus d'être comédienne, elle poursuit une carrière d'écrivaine. Elle a publié trois livres de poésie aux Éditions Les Herbes rouges, Les recoins inquiets du corps, Dehors l'intime et Anatomie de l'objet (finaliste au Prix du Gouverneur Général 2012 et lauréat du Prix Félix-Antoine-Savard 2011). Elle est aussi membre du comité de rédaction de la revue de poésie Exit.

## Filmographie
Elle a tourné dans des séries télévisées.
- 1993 à 1996 : Zap.
- 1993 : Ent'Cadieux
- 1997 : Lobby.
- Sous le signe du lion (deuxième saison).
- 1998 à 2001 : 4 et demi...
- Le Monde de Charlotte
- Hommes en quarantaine
- 2006 : Un bon gars[3]